# Менам (Нідерланди)
Менам (нід. Menaam) — село в нідерландській провінції Фрисландія. Входить до муніципалітету Вадхуке.
Його площа становить 13,58км², а населення станом на 2021 рік складало 2 665 осіб.
Перша згадка про населений пункт датується 13-им сторіччям.

## Галерея

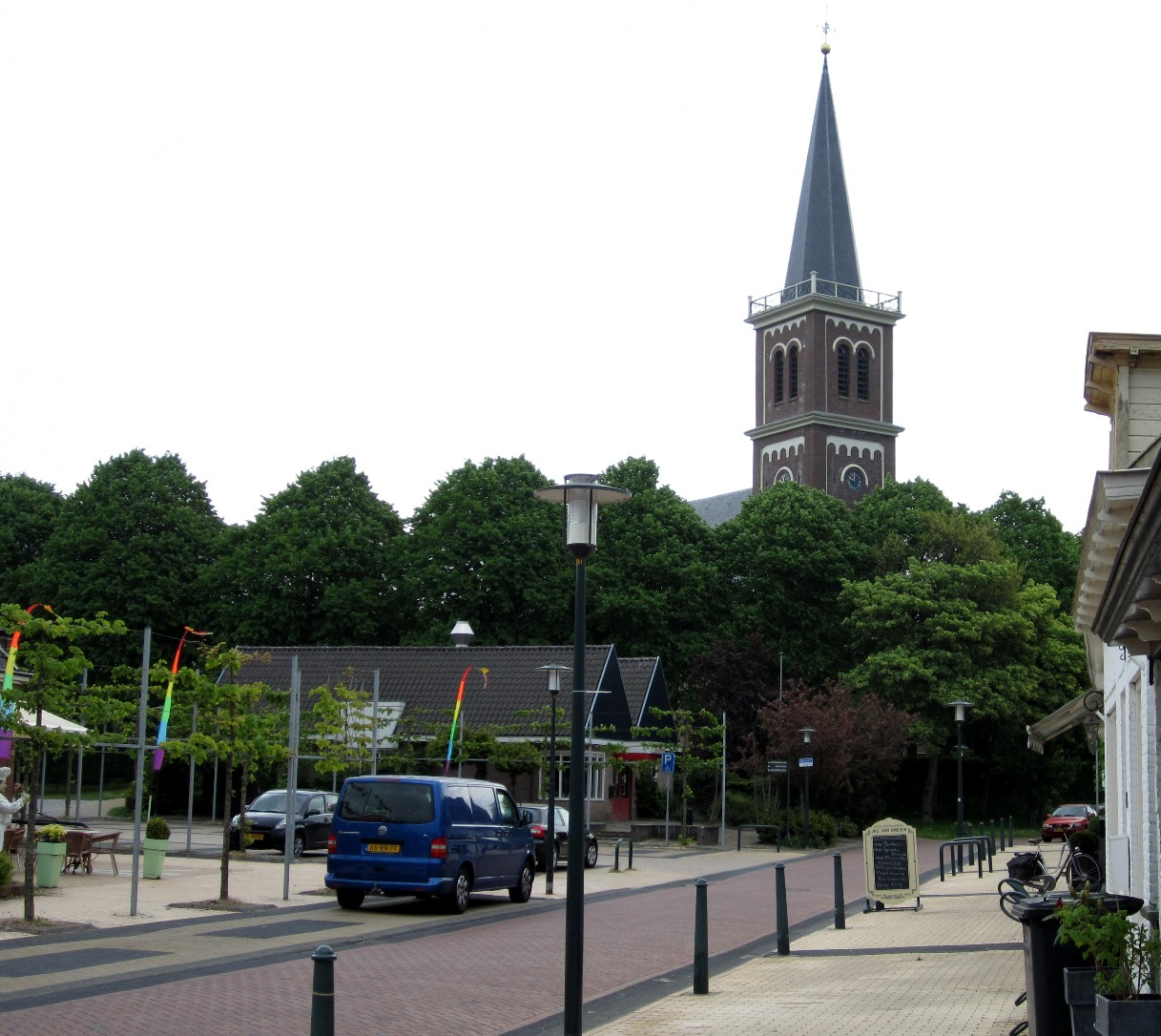
Вулична панорама
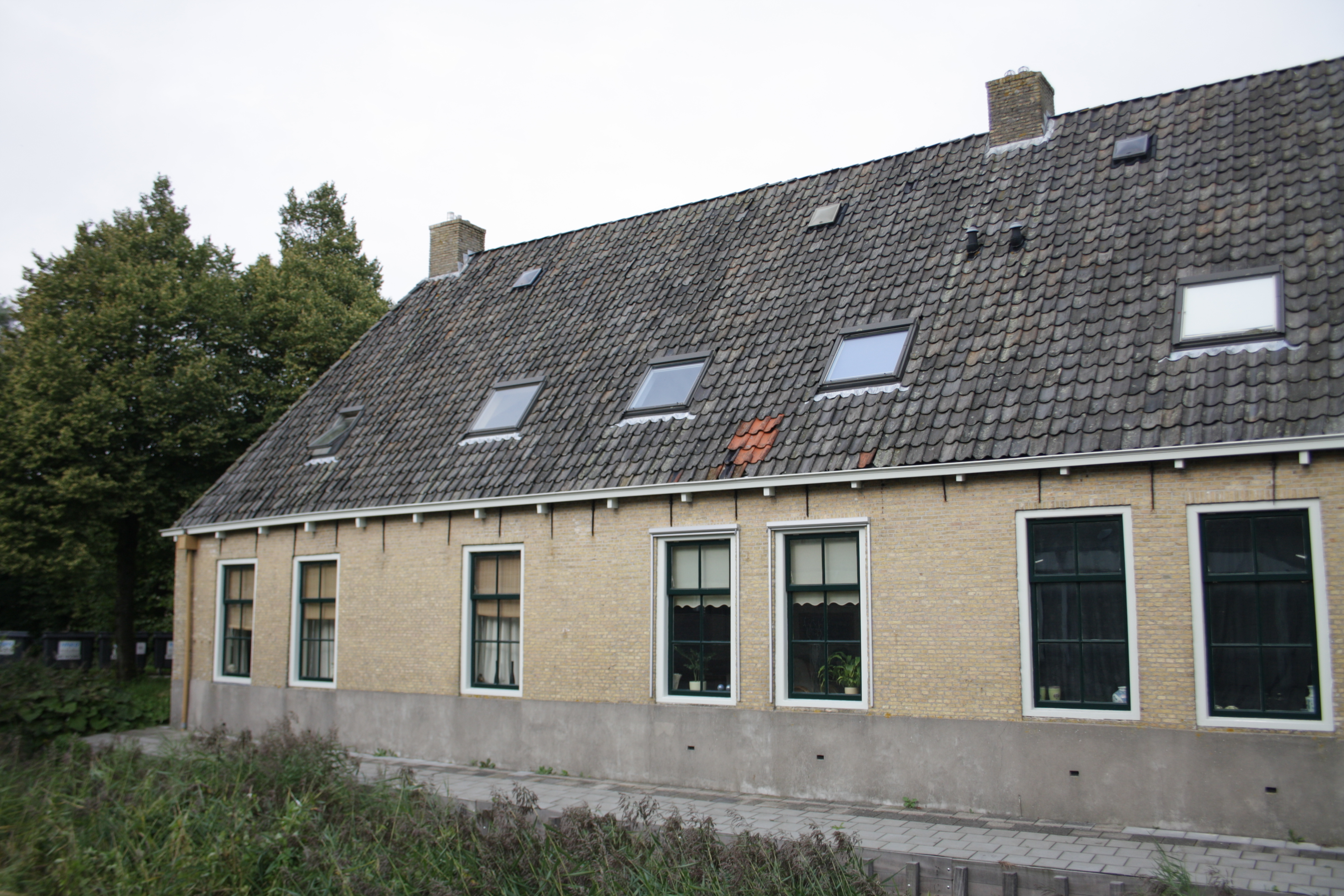
Будівля колишньої богадільні
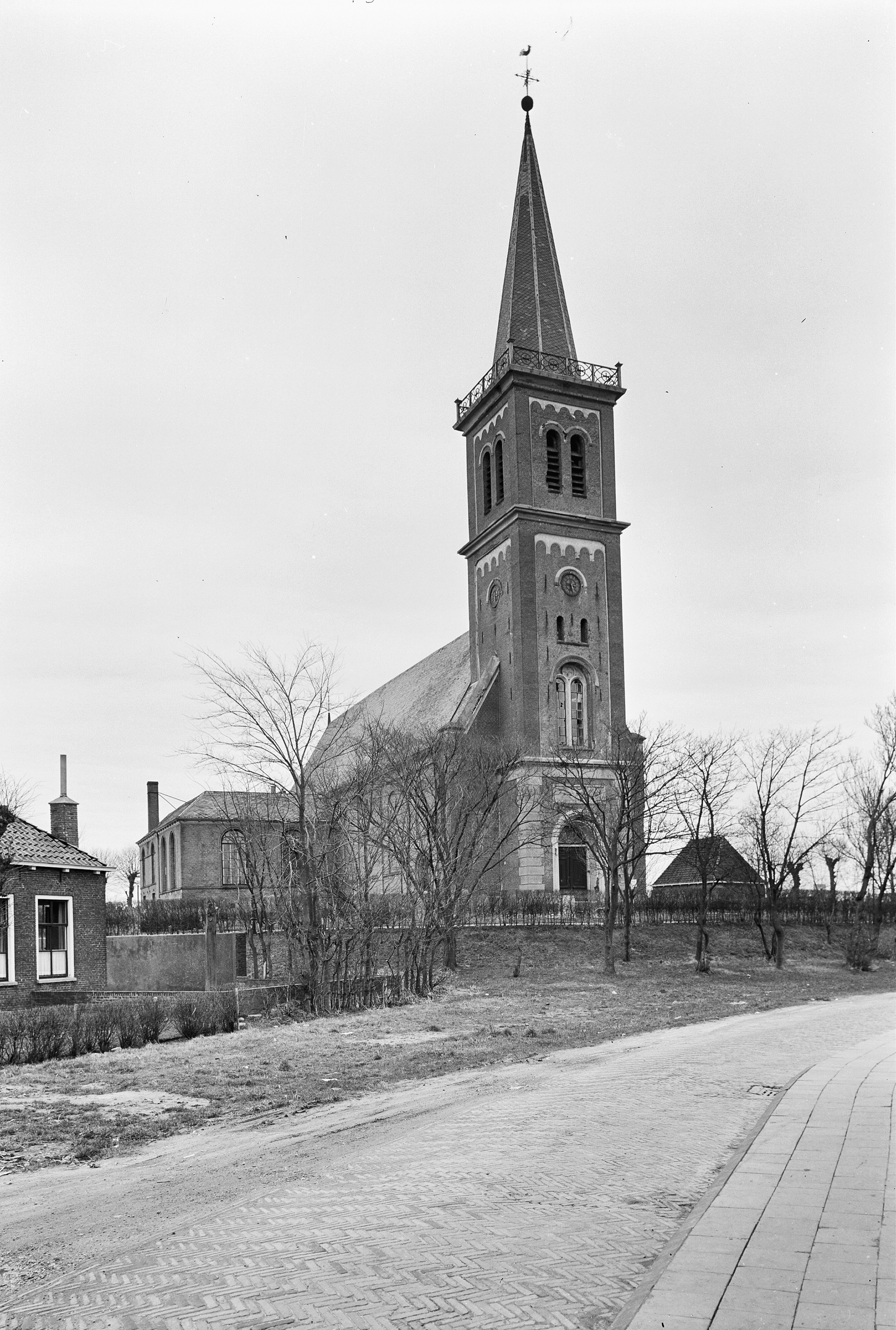
Церква в Менамі
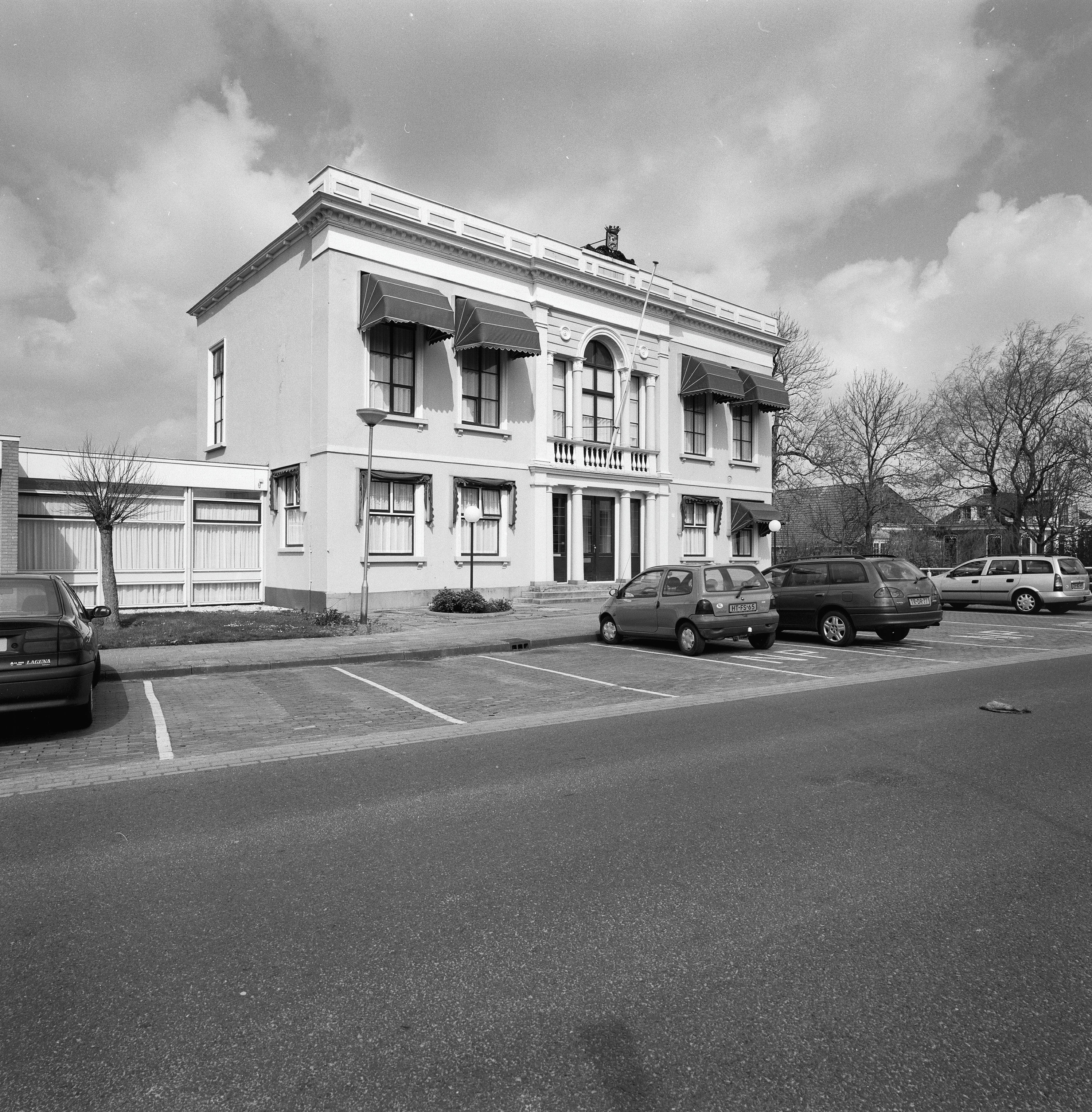
Будівля колишньої мерії